# 蔵中進
蔵中 進（藏中 進、くらなか すすむ、1928年（昭和3年）9月4日 - 2008年（平成20年）4月18日）は、日本の国文学者・国語学者。神戸市外国語大学名誉教授。文学博士。専門は上代文学・上代日本語。国文学者・蔵中しのぶは長女。
山口県生まれ。大阪市立大学大学院博士課程満期退学、1962年神戸市外国語大学助教授、教授、1987年「『唐大和上東征伝』の研究」で大阪市大文学博士。1994年定年退官、名誉教授、武庫川女子大学教授、神戸学院大学教授、2000年退職。
2008年4月18日、脳内出血のため死去。

## 著書
- 『上代日本語音韻の一研究 未確認音韻への視点』神戸学術出版、1975、神戸学術叢書
- 『唐大和上東征伝の研究』桜楓社、1976
- 『『翰林学士集』二種 影印と翻刻』桜楓社、1989
- 『則天文字の研究』翰林書房、1995

### 共編著
- 『寛永十年版釈氏要覧 本文と索引』蔵中しのぶ共編、和泉書院、1990、索引叢書
- 『倭名類聚抄十巻本廿巻本所引書名索引』林忠鵬、川口憲治共編、勉誠出版、1999
- 『『翰林学士集』注釈』藏中しのぶ,福田俊昭共著、大東文化大学東洋研究所、2006

### 翻訳
- 汪向栄『古代の中国と日本』由同来共訳、桜楓社、1992
- 『日本書紀』小島憲之、直木孝次郎、西宮一民、毛利正守、植垣節也共校訂・訳、小学館、2007、日本の古典をよむ

## 参考
- 『日本書紀』訳者紹介
- 退職教授紹介 藏中進先生 略歴 人文学部紀要 2000-03